# Flugplatz Hartenholm

i7
i11
i13
Der Flugplatz Hartenholm (ICAO-Code: EDHM) ist ein Verkehrslandeplatz in der Gemeinde Hasenmoor in Schleswig-Holstein. 

## Verbindungen zu Iran
In den späten 1980er Jahren wurde der Flughafen von iranischen Geschäftsleuten übernommen und verwaltet. In dieser Zeit wurde über Hartenholm der verdeckte Transport von Embargogütern und Rüstungswaren in die Islamische Republik Iran abgewickelt.

## Events und Dreharbeiten
Der Flugplatz wurde in der deutschen Öffentlichkeit durch das Werner-Rennen bekannt, das hier im Jahr 1988 stattfand und im Jahr 2018 auch in Hasenmoor eine zweite Neuauflage hatte. Im Jahr 1978 sind hier Schlüsselszenen der ZDF-Fernsehserie Timm Thaler entstanden. In den Jahren 2007 und 2008 fand hier auch das Musik-Festival Rock op’n Dörp statt.
Auf dem Flugplatz werden unter anderem Fallschirmsprünge, Pilotenausbildungen, Sightseeingflüge (v. a. mit Hubschraubern) angeboten. 
Ab Pfingsten 1966 diente die frühere D-ALUB der Lufthansa, eine ausgemusterte Lockheed L-1649A Super Star, als Flughafencafé.  Nach einem Brand am 31. Juli 1975 wurden die Reste der Maschine verschrottet.

## Bilder

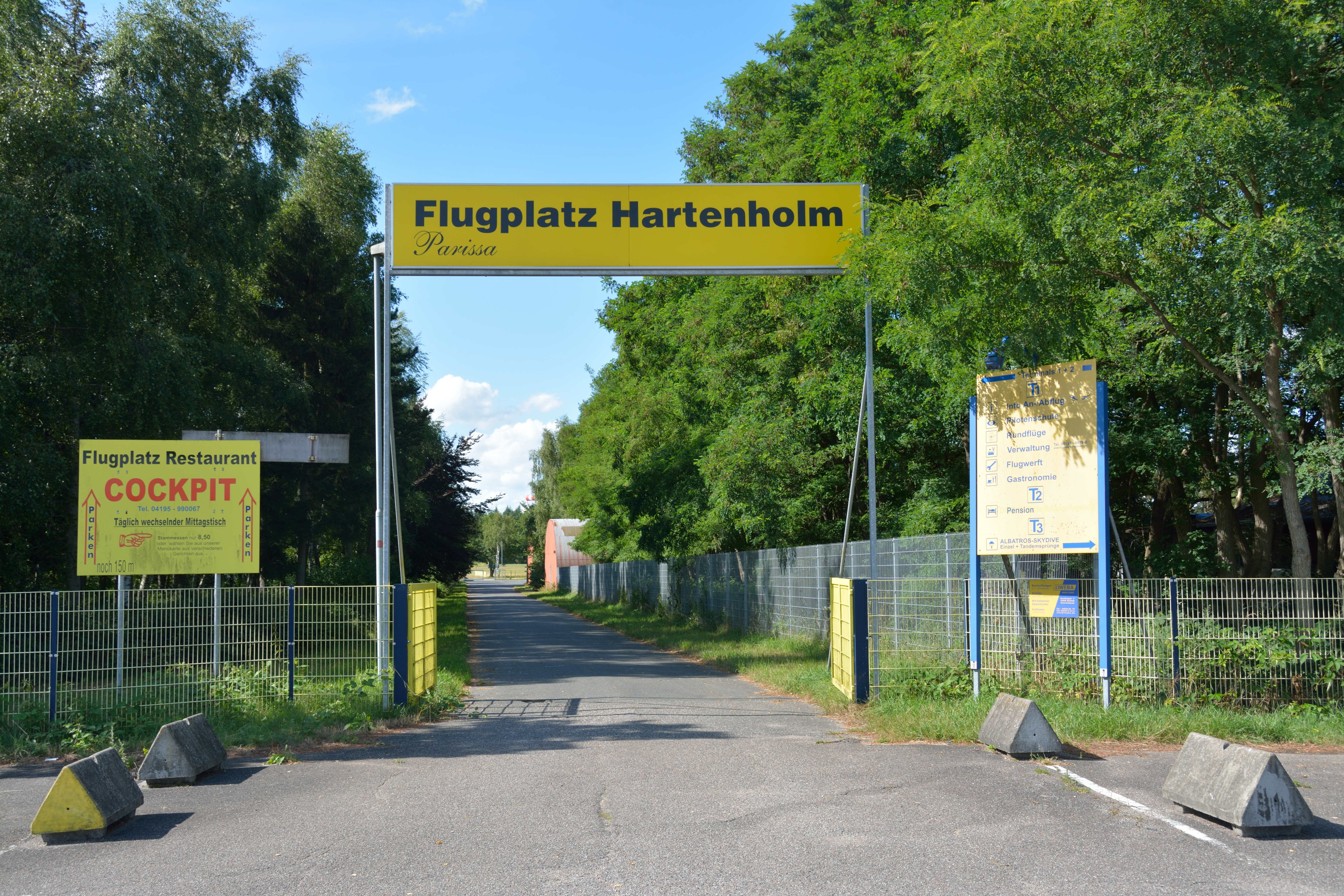
Eingangsbereich
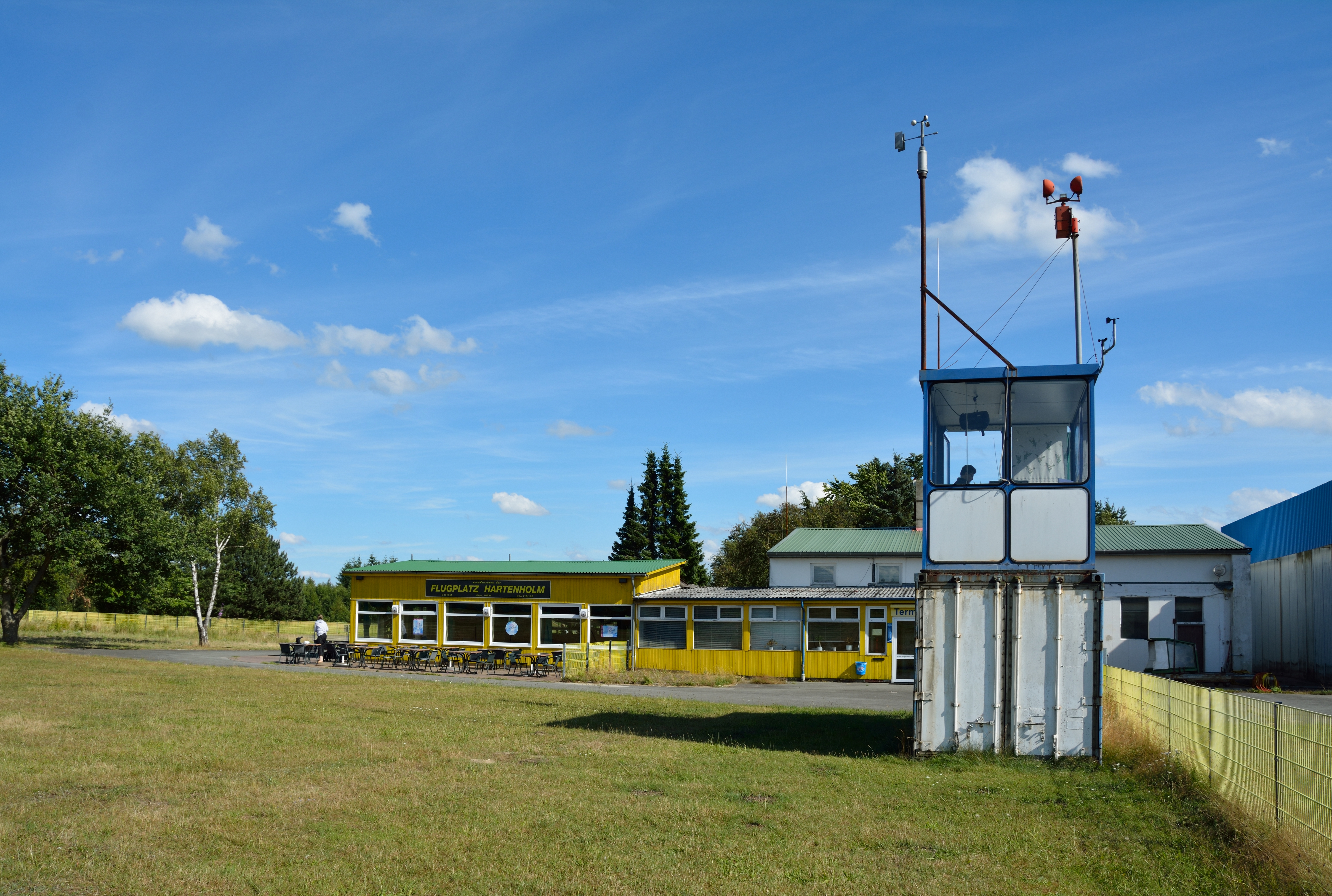
Tower und Restaurant
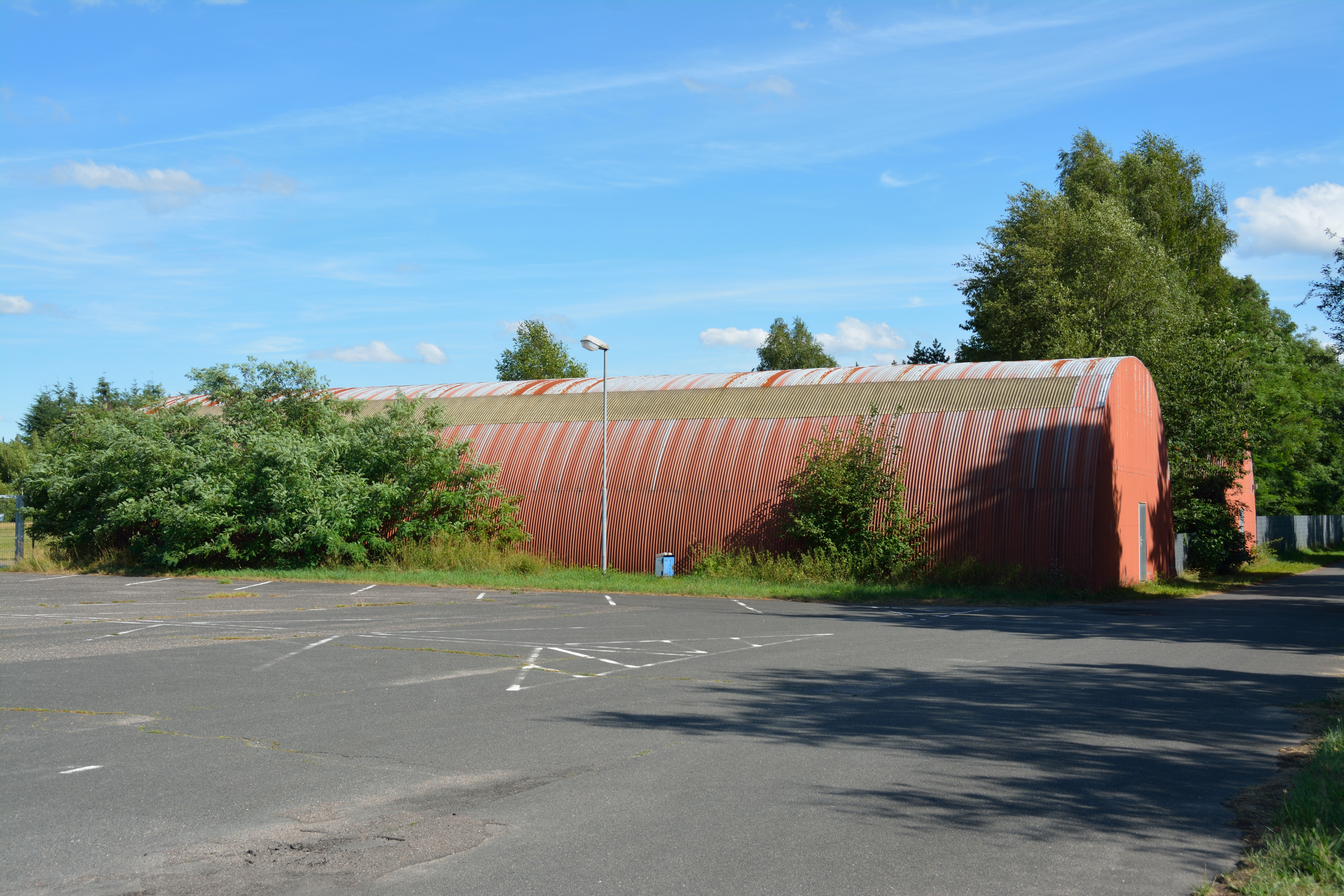
Hallen auf dem Gelände
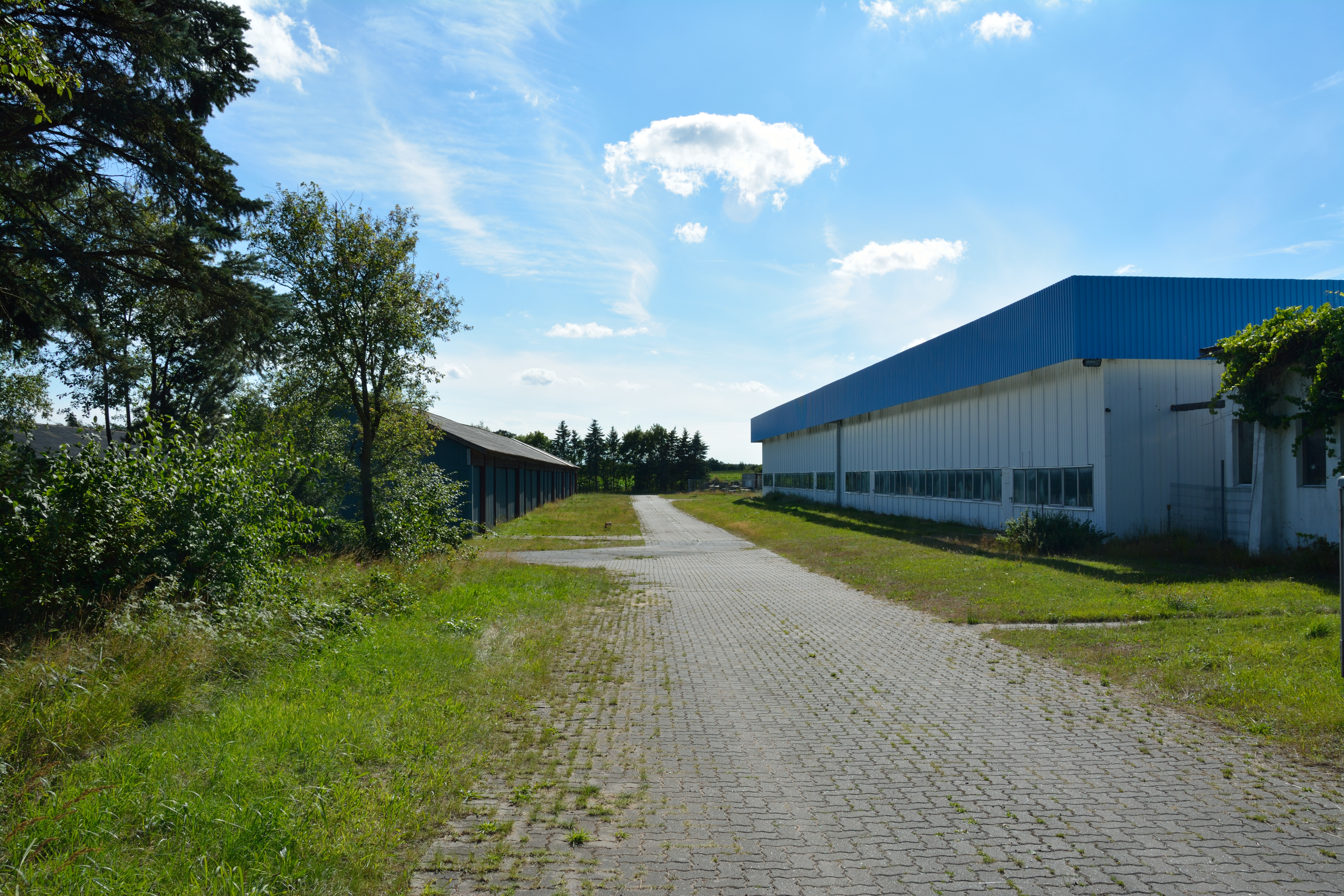
Hallen auf dem Gelände
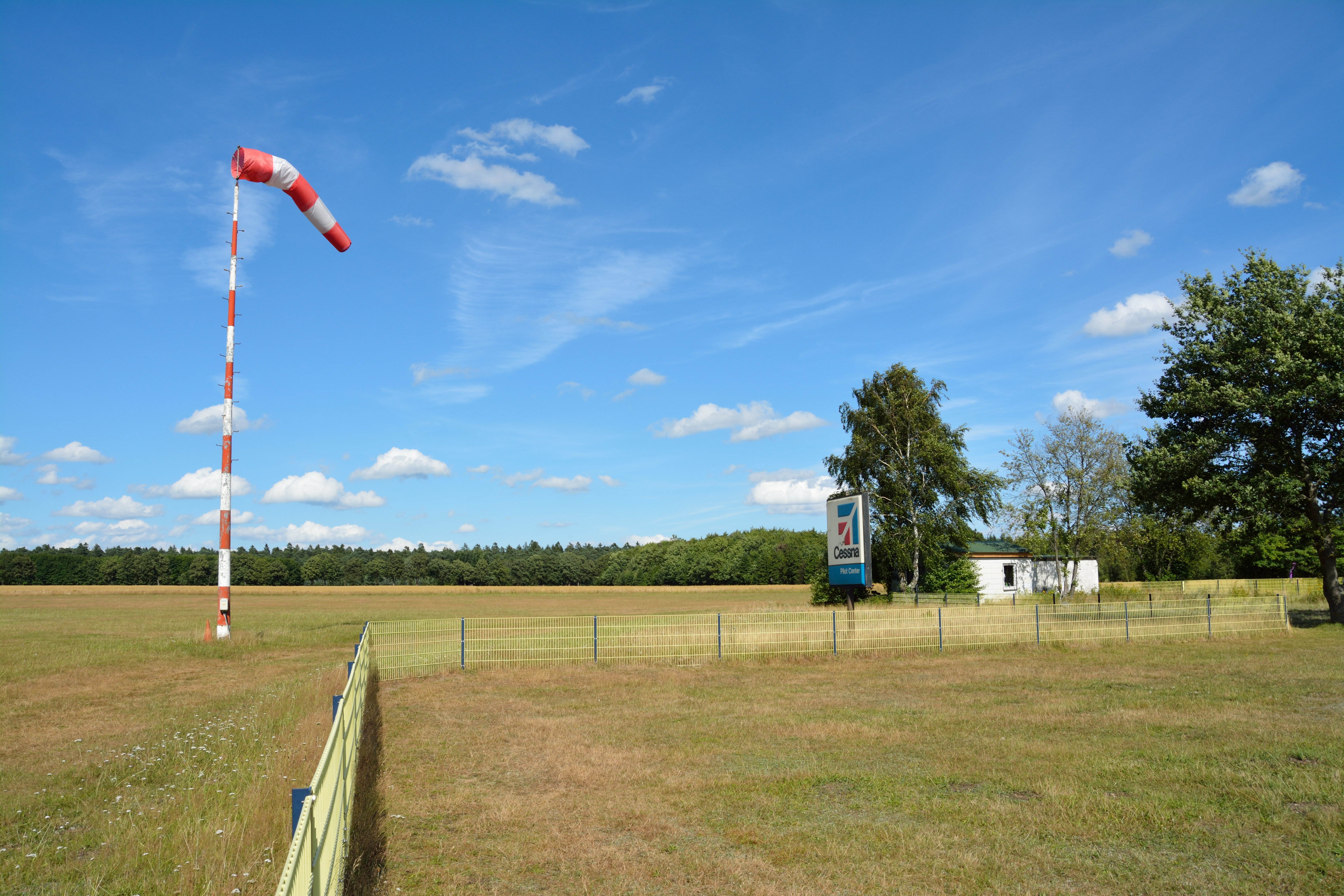
Am Landeplatz in Hartenholm